# Chinantechi
I Chinantechi sono un popolo indigeno del Messico che vive nello Stato di Oaxaca.